# Загоїчі
Загоїчі (словен. Zagojiči) — поселення в общині Горишниця, Подравський регіон‎, Словенія.